# Campeonato Mato-Grossense 1999
In 1999 werd het 57ste Campeonato Mato-Grossense gespeeld voor voetbalclubs uit de Braziliaanse staat Mato Grosso. De competitie werd georganiseerd door de FMF en werd gespeeld van 19 maart tot 4 augustus. Sinop werd kampioen. 

## Eerste toernooi

### Groep A
| Plaats | Club       | Wed. | W | G | V | Saldo | Ptn. |
| ------ | ---------- | ---- | - | - | - | ----- | ---- |
| 1.     | Sinop      | 10   | 6 | 3 | 1 | 18:4  | 21   |
| 2.     | Operário   | 10   | 4 | 3 | 3 | 16:15 | 15   |
| 3.     | Palmeiras  | 10   | 3 | 5 | 2 | 11:11 | 14   |
| 4.     | Diamantino | 10   | 2 | 6 | 2 | 9:9   | 12   |
| 5.     | São José   | 10   | 2 | 4 | 4 | 8:13  | 10   |
| 6.     | Cáceres    | 10   | 0 | 5 | 5 | 6:14  | 5    |

### Groep B
| Plaats | Club            | Wed. | W | G | V | Saldo | Ptn. |
| ------ | --------------- | ---- | - | - | - | ----- | ---- |
| 1.     | Juventude       | 10   | 8 | 1 | 1 | 17:4  | 25   |
| 2.     | Grêmio Jaciara  | 10   | 6 | 1 | 3 | 12:12 | 19   |
| 3.     | União           | 10   | 5 | 1 | 4 | 19:12 | 16   |
| 4.     | Barra do Garças | 10   | 4 | 0 | 6 | 6:11  | 12   |
| 5.     | AD Mato Grosso  | 9    | 2 | 2 | 5 | 7:11  | 8    |
| 6.     | Araguaia        | 9    | 1 | 1 | 7 | 5:16  | 4    |

## Tweede toernooi

### Groep C
| Plaats | Club           | Wed. | W | G | V | Saldo | Ptn. |
| ------ | -------------- | ---- | - | - | - | ----- | ---- |
| 1.     | Sinop          | 10   | 7 | 1 | 2 | 24:9  | 22   |
| 2.     | Palmeiras      | 10   | 5 | 1 | 4 | 14:11 | 16   |
| 3.     | Juventude      | 10   | 3 | 5 | 2 | 14:13 | 14   |
| 4.     | União          | 10   | 3 | 4 | 3 | 12:10 | 13   |
| 5.     | Operário       | 10   | 3 | 4 | 3 | 13:14 | 13   |
| 6.     | Grêmio Jaciara | 10   | 0 | 3 | 7 | 5:25  | 3    |

|  | Geplaatst voor derde toernooi |

### Groep D
| Plaats | Club            | Wed. | W | G | V | Saldo | Ptn. |
| ------ | --------------- | ---- | - | - | - | ----- | ---- |
| 1.     | Diamantino      | 7    | 5 | 1 | 1 | 18:7  | 16   |
| 2.     | Barra do Garças | 6    | 2 | 3 | 1 | 6:5   | 9    |
| 3.     | Araguaia        | 6    | 2 | 3 | 1 | 7:7   | 9    |
| 4.     | AD Mato Grosso  | 5    | 1 | 2 | 2 | 6:9   | 5    |
| 5.     | Cáceres         | 6    | 0 | 1 | 5 | 3:12  | 1    |

|  | Geplaatst voor derde toernooi |

## Derde  toernooi

### Halve finale
| Team #1    | Tot.  | Team #2   | 1ste wed | 2de wed | 3de wed |
| ---------- | ----- | --------- | -------- | ------- | ------- |
| Palmeiras  | 2 - 5 | Juventude | 1 - 3    | 1 - 2   | /       |
| Diamantino | 2 - 4 | Sinop     | 0 - 2    | 0 - 0   | 2 - 2   |

### Finale
|                          |           |       |       |  |
| 24 juli Eerste wedstrijd | Juventude | 2 – 1 | Sinop |  |
| 24 juli Eerste wedstrijd |           |       |       |  |

|                          |       |       |           |  |
| 24 juli Tweede wedstrijd | Sinop | 1 – 1 | Juventude |  |
| 24 juli Tweede wedstrijd |       |       |           |  |

|                         |       |      |           |  |
| 24 juli Derde wedstrijd | Sinop | 4 –2 | Juventude |  |
| 24 juli Derde wedstrijd |       |      |           |  |

## Kampioen
| Campeonato Mato-Grossense de 1999 |
| Mato-Grosso                       |
| --------------------------------- |
| SINOP Kampioen (3° titel)         |